# Nematalosa japonica
Cá mòi Nhật Bản (Danh pháp khoa học: Nematalosa japonica) là một loài cá mòi trong họ Clupeidae phân bố ở vùng biển của Nhật Bản. Ở Nhật, chúng được gọi là Kohada, nhưng thực sự không phải tên của cá mòi trong tiếng Nhật, mà là tên chung cho những con cá nhỏ dùng làm sashimi hoặc sushi. Tên đúng trong tiếng Nhật cho cá mòi Nhật Bản này là konoshiro, và ngay cả tên loài cá này cũng có nhiều cách gọi khác tùy theo kích thước của chúng.
Nếu chúng dưới 5 cm thì gọi là shinko (新子). Khoả̉ng 10 cm thì gọi là kohada (小鰭). Hơn 15 cm thì gọi là konoshiro (鰶). Mùa đánh cá là khoảng tháng 11 – 12, những nhà hàng nổi tiếng có món cá này quanh năm. Người ta nói, vào tháng bảy, là mùa cá nhỏ shinko. Cá có mắt hơi đỏ và tróc vảy không nên dùng. Cá đặc biệt ngon khi được ướp với muối và giấm trước khi được dùng làm sushi và sashimi, vì nhiều người không thích mùi phát ra từ cá nướng. Kích thước nhỏ của cá cho phép thực hiện nhiều kiểu kết hợp khác nhau. 